# Siphonochelus angustus
Espèce
Synonymes
- Siphonochelus (Siphonochelus) angustus Houart, 1991[2]

Siphonochelus angustus est une espèce d'escargots de mer de la famille des Muricidae.